# Mosquée Al-Imane de Damas
La mosquée Al-Imane de Damas en Syrie est un édifice religieux musulman. Elle se situe dans le quartier de Mazraa au nord de la ville. En mars 2013, s'y déroule un attentat où Mohamed Saïd Ramadân al Boutî trouvera la mort avec 49 fidèles, lors d'un cours de religion musulmane.
Cet attentat marque un tournant dans la politique du régime, envers le terrorisme.